# Sup himálajský
Sup himálajský (Gyps himalayensis) je mohutný jestřábovitý dravec. Vyskytuje se v oblasti Himálají, v Nepálu, Pákistánu, Indii, Barmě a v Číně. Sup himálajský váží až 12 kg, délka těla činí 116–150 cm a rozpětí křídel dosahuje 280–310 cm. Je podobný supovi bělohlavému, ale je větší. Má dlouhý, zdánlivě holý krk s jemným prachovým peřím a nápadný límec z bílých per.
Živí se mršinami velkých savců, ojediněle mláďaty a menšími zesláblými zvířaty. U zdrojů potravy se nezdržuje ve větším počtu jedinců. Obvykle staví hnízda na skalních římsách a výběžcích tak, aby byla kryta skálou i shora. V sezení na jediném vejci se střídají oba partneři, inkubace trvá 55 dní.

## Chov v zoo
V Evropě byl tento druh v září 2019 chován ve více než 30 evropských zoo. V Česku chovají supy himálajské následují zoologické zahrady:
- Zoo Zlín
- Zoo Liberec
- Zoo Ústí nad Labem

V minulosti byl tento druh chován rovněž v Zoo Praha a Zoo Chleby.

## Galerie obrázků

Areál rozšíření supa himálajského (zeleně)
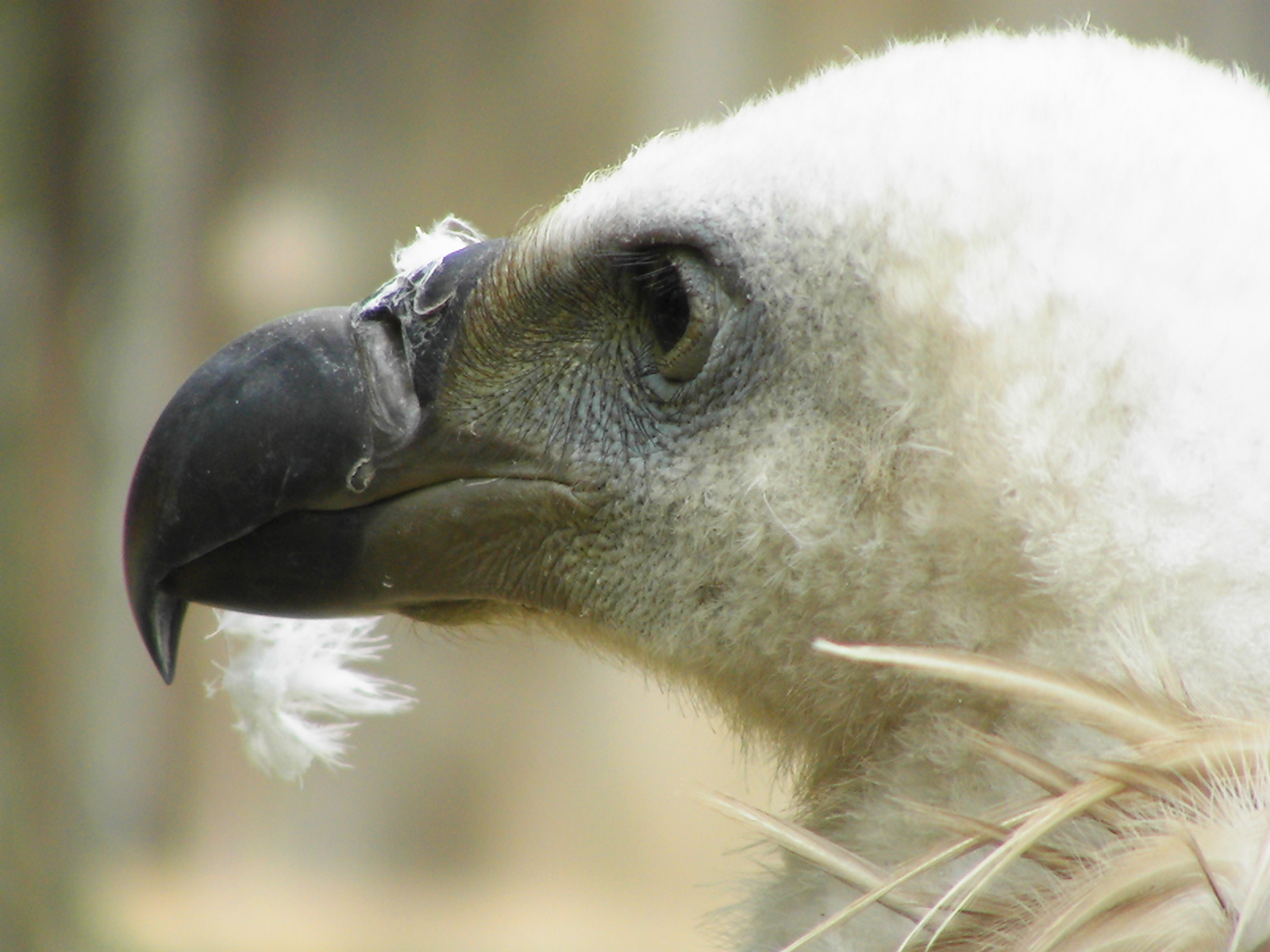
Detail hlavy
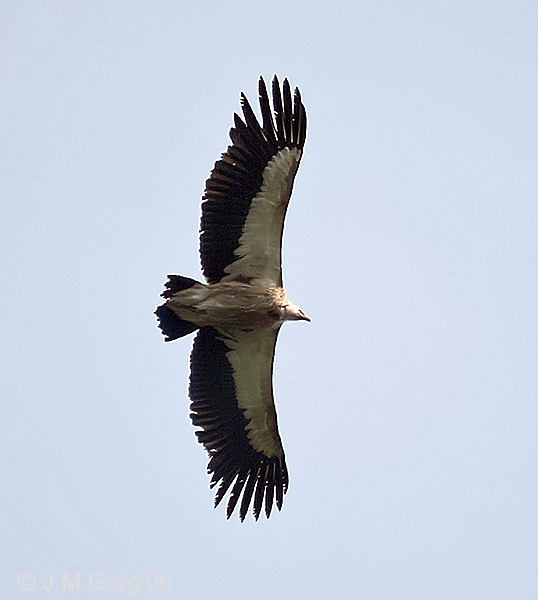
Sup himálajský v letu